# Choroba Menkesa

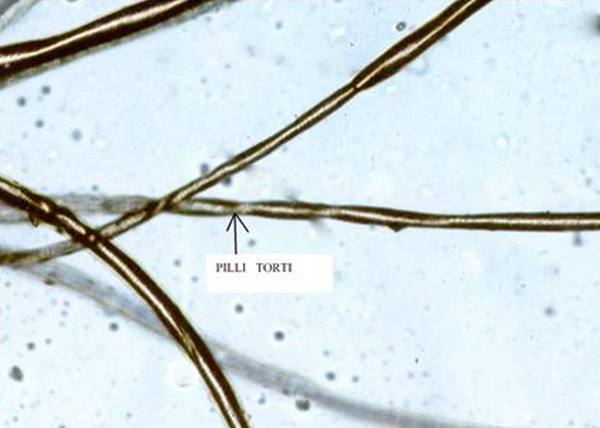
Włosy pacjenta z chorobą Menkesa

Choroba Menkesa (choroba kręconych włosów, zespół Menkesa, ang. Menkes disease, Menkes syndrome, kinky hair disease, steely hair syndrome) – genetycznie uwarunkowana choroba neurodegeneracyjna, polegająca na braku możliwości metabolizowania miedzi dostarczanej w pożywieniu. Proces wchłaniania miedzi powinien odbywać się w jelitach, jednak u chorych ten proces nie zachodzi. Przyczyną choroby Menkesa jest mutacja w genie ATP7A w locus Xq12-q13.
Odmianą alleliczną choroby Menkesa jest tzw. zespół rogu potylicznego (ang. occipital horn syndrome, OMIM#304150), w którego obrazie klinicznym dominują zmiany kostne (zmiany kości długich i obojczyków), a objawy neurologiczne mają stosunkowo niewielkie nasilenie. Obecne są zwapnienia w okolicy rogu potylicznego.
Choroba Menkesa jest chorobą sprzężoną z płcią, dlatego częściej występuje u chłopców. W badaniach na populacji europejskiej stwierdzono, że występuje z częstością około 1:254.000 urodzeń. Zapadalność w populacji japońskiej wynosi 1:2,8 miliona.

## Historia
Chorobę opisał jako pierwszy Menkes i wsp. w 1962 roku.

## Etiologia
Przyczyną choroby jest mutacja w genie ATP7A w locus Xq12-q13, kodującym transportującą miedź ATPazę typ-P (EC 3.6.3.4). Następuje obniżenie stężenia miedzi lub gromadzenie jej w niedostępnych dla metabolizmu kompartmentach komórkowych.
Obserwuje się także niedobór wielu enzymów wiążących miedź (np. dysmutazy nadtlenkowej, oksydazy cytochromu c, tyrozynazy, oksydazy lizylowej).

## Objawy i przebieg
Osoby chore mają poważne problemy w poruszaniu się, cierpią na zaburzenia w układzie nerwowym, mają problem z utrzymywaniem właściwej temperatury ciała (hipotermia). Chorzy wykazują również nietypową budowę włosa – włosy są sztywne i bardzo łamliwe, lub przeciwnie, bardzo wiotkie.
W większości tkanek brakuje miedzi, co powoduje zmiany strukturalne w mózgu, wątrobie, naczyniach krwionośnych (nadmiernie długie, skręcone, o nieregularnym świetle, wykazujące rozszczepienie błony wewnętrznej) i w tkance kostnej – często występuje osteoporoza. Chorobie Menkesa nierzadko towarzyszy padaczka oraz nawrotowe zapalenie pęcherza moczowego.
Dzieci dotknięte chorobą do 2–3 miesiąca życia rozwijają się normalnie. Po tym okresie następują pierwsze objawy choroby: zahamowanie rozwoju, drgawki (zwykle wieloogniskowe mioklonie wywoływane określonymi bodźcami) i utrata części zdobytych umiejętności.

## Neuropatologia
W mózgu zmiany torbielowate istoty białej i szarej, rozległe zaniki neuronów, zwłaszcza móżdżku, z obecnością tzw. meganeurytów, wielkich, przypominających kaktus, ze względu na liczne kolce, wypustek komórek Purkinjego.
W mikroskopie elektronowym widoczne tzw. kolce dendrytyczne nie związane z zakończeniami synaptycznymi (ang. unattached spines).

## Leczenie
Nie istnieją możliwości przyczynowego leczenia choroby. Zaleca się podawanie dzieciom preparatów uzupełniających niedobór miedzi, ale suplementacja tego pierwiastka nie spowoduje cofnięcia objawów.